# Av. 68 - Carrera 19 (estación)
La estación sencilla Carrera 19 hará parte del sistema de transporte masivo de Bogotá, TransMilenio, inaugurado en el año 2000.

## Ubicación
La estación está ubicada específicamente sobre la Calle 100 entre carreras 19 y 45.
Atenderá la demanda de los barrios Chicó Norte, Santa Bibiana y sus alrededores. En las cercanías se encuentra la Clínica Barraquer.

## Origen del nombre
La estación no cuenta aún con un nombre oficial, sin embargo, provisionalmente y durante la etapa de construcción se le asigna un nombre provisional relacionado con la nomenclatura de las vías más cercanas o que servirán de acceso a la misma. Previo a la puesta en funcionamiento de la troncal, se realizó un proceso de selección del nombre con la comunidad para generar apropiación del sistema.

## Historia
En noviembre de 2018 se anunció el convenio de financiación entre el Gobierno Nacional y el Distrito que asegura los recursos para la construcción de las troncales de la avenida Ciudad de Cali y la avenida Congreso Eucarístico. En octubre de 2019 se inició el proceso de licitación para diseñar y construir esta troncal, y finalmente, el 23 de enero de 2020 se adjudicó la construcción de esta troncal. El acta de inicio fue firmada a finales de junio del mismo año.

## Servicios de la estación

### Esquema
| ← Occidente     |               |               |                 |
| Autopista Norte | sin servicios | sin servicios | Carrera 19      |
| En construcción | Vagón 2       | Vagón 1       | En construcción |
| Autopista Norte | sin servicios | sin servicios | Carrera 19      |
| Oriente →       |               |               |                 |

### Servicios urbanos
Así mismo funcionan las siguientes rutas urbanas del SITP en los costados externos a la estación, circulando por los carriles de tráfico mixto sobre la Calle 100, con posibilidad de trasbordo usando la tarjeta TuLlave:
| Código | Sector                   | Dirección       | Rutas                                                                |
| ------ | ------------------------ | --------------- | -------------------------------------------------------------------- |
| 122A01 | B Autopista Norte        | AC 100 - KR 21  | C151D237F404H606H610K326K904K916 193B 291 402 442 634 661 T62 Z4B Z8 |
| 242A01 | B Br. Santa Bibiana      | AC 100 - KR 19A | C151D237F404H606H610K326K904K916 193B 291 402 442 634 661 T62 Z4B Z8 |
| 212A00 | A Centro Empresarial 100 | AC 100 - KR 19  | A606A610B904 291                                                     |
| 212B00 | A Centro Empresarial 100 | AC 100 - KR 21  | A151A611C404 402 442 634 T62 Z8                                      |
| 212C00 | A Centro Empresarial 100 | AC 100 - KR 21  | B237B326B916 193B Z4B                                                |

## Ubicación geográfica
| Noroeste: B Calle 106                | Norte: Usaquén | Nordeste: Usaquén  |
| Oeste: N Carrera 53                  |                | Este: N Carrera 11 |
| Suroeste: B Calle 100 - Marketmedios | Sur: Chapinero | Sureste: Chapinero |